# Adenia stenodactyla
Adenia stenodactyla là một loài thực vật có hoa trong họ Lạc tiên. Loài này được Harms mô tả khoa học đầu tiên năm 1923.